# 玉林福绵机场
玉林福绵机场，位于中華人民共和國广西壮族自治区玉林市福绵区石和镇，于2020年8月28日正式通航，是国内4C级民用运输机场，距离市区21公里。

## 机场内设施
玉林福绵机场共有一座航站楼，7个C类停机位（含5条登机桥），高两层。该机场可满足年旅客吞吐量150万人次、高峰小时旅客人数392人次、年货邮吞吐量5000吨的使用需求。

## 航班
2025年夏秋航季（3月30日至10月25日）
| 航空公司     | 目的地     |
| ------------ | ---------- |
| 海南航空(HU) | 北京/首都  |
| 吉祥航空(HO) | 上海/浦东  |
| 四川航空(3U) | 成都/天府  |
| 天津航空(GS) | 西安、海口 |